# Bürgerwerke
Die Bürgerwerke eG ist ein deutscher Ökostrom-Anbieter und ein Verbund von Bürgerenergiegesellschaften. Als Dachorganisation von Energiegenossenschaften bündeln die Bürgerwerke Ökostrom aus lokaler Erzeugung und versorgen damit Haushalte und Unternehmen in ganz Deutschland und liefern zudem Ökogas. Damit bilden sie in Deutschland auch den größten Zusammenschluss von Energiegenossenschaften. Die Bürgerwerke übernehmen für die Mitgliedsgenossenschaften alle energiewirtschaftlichen Aufgaben wie die Energiebeschaffung, den Wechselprozess und den Kundenservice.

## Unternehmen
Die Bürgerwerke liefern Ökostrom, der von ihren Mitgliedsgesellschaften per Solar- und Windenergie sowie in bayerischen Wasserkraftwerken erzeugt wird. Die Gewinne aus dem Stromvertrieb werden durch die Energiegenossenschaften wieder in lokale Energiewende-Projekte investiert.
Der Strom ist vom TÜV Nord und vom Grüner Strom Label als Ökostrom zertifiziert. Der Stromtarif wird von der Umweltschutzorganisation Robin Wood sowie der Nachhaltigkeitsplattform Utopia.de empfohlen.
Ziel der Bürgerwerke ist die Regionalisierung der Energieversorgung und eine Energiewende von unten. Das Unternehmen wurde am 13. Dezember 2013 gegründet und wird als “one of Europe’s most innovative electricity retail start-ups” (deutsch: „eines von Europas innovativsten Stromanbieter-Startups“) bezeichnet.

### Weitere Tätigkeitsfelder
Neben Ökostrom liefern die Bürgerwerke sogenanntes BürgerÖkogas zum Heizen und Kochen an Haushalte und Unternehmen. Das Ökogas hat wahlweise einen Biogas-Anteil von 5, 10 oder 100 %. Ein Teil des Biogases wird aus organischen Abfällen gewonnen, die bei der Verarbeitung von Zuckerrüben in einer Zuckerrüben-Fabrik in Mecklenburg-Vorpommern anfallen. Ein weiterer Teil des Biogases stammt (Stand 2018) von der Landwärme GmbH. 
Durch den Bezug von BürgerÖkogas förderte jeder Kunde die Energiewende in Bürgerhand 2018 mit 0,3 Cent pro Kilowattstunde..
Die Bürgerwerke bieten Bürgerenergiegesellschaften eine Plattform für Austausch und Wissenstransfer, auch um neue Geschäftsmodelle für die Energiewende regional zu verbreiten. Mitgliedsgenossenschaften tauschen in gemeinsamen Workshops Erfahrungen aus, beispielsweise zu den Themen Aufbau eines Ladesäulen-Netzes für Elektroautos, Mieterstrom-Modelle oder die gemeinsame Projektierung und Finanzierung von Erneuerbare-Energien-Anlagen.
Bis zum 31. Dezember 2019 bestand eine Kooperation zwischen den Bürgerwerken und Renault Deutschland, um den Absatz von Elektroautos zu fördern. Die Einkaufsgemeinschaft über die Mitgliedsgesellschaften erhielt einen Rabatt auf den Listenpreis der Elektroautos Renault ZOE und Renault Kangoo.

## Zahl der Mitglieder und EE-Anlagen
Im Juli 2023 waren 118 Bürgerenergiegesellschaften Mitglied. Sie repräsentierten über 50.000 Mitglieder als Miteigentümer der Erzeugungsanlagen und hatten deutschlandweit über 1.400 Erneuerbare-Energien-Anlagen.
Im Juni 2025 waren es 137 Energiegenossenschaften, über 70.000 Mitglieder und über 2.000 Bürgerenergie-Anlagen.

## Auszeichnungen
- 2015: Genossenschaftspreis des baden-württembergischen Genossenschaftsverbandes[4]
- 2016: Nachhaltigkeitspreis der Neumarkter Lammsbräu, Kategorie „Unternehmen“[9]
- 2016: Deutscher Lokaler Nachhaltigkeitspreis ZeitzeicheN der Grünen Liga[19]
- 2016: Next Economy Award, Kategorie „Social Entrepreneur“[20]
- 2016: Deutscher Solarpreis, Kategorie „Lokale und regionale Vereine/Gemeinschaften“[21]
- 2016: Deutschland – Land der Ideen, „Ausgezeichneter Ort“[22]
- 2017: Deutscher Engagementpreis[23]
- 2023: Deutscher Nachhaltigkeitspreis,  Kategorie „Energieerzeugung und -handel“[24]
- 2024: Deutscher Nachhaltigkeitspreis, Kategorie „Produkte Klima“ für Bürgerstrom[25]